# 高橋千代美
高橋 千代美（たかはし ちよみ、1981年2月22日- ）は、日本の元女優・声優。
元子役・神奈川県横浜市港南区出身。

## 来歴
- 1980年代後半より子役・女優としての活動を開始。
- 1993年に放映された五星戦隊ダイレンジャーを筆頭に、3作品連続でスーパー戦隊シリーズにゲスト出演を果たす。
- 1995年頃からは声優としても活動し、主に海外ドラマの吹き替えを担当。
- 1995年頃からボンバーマンシリーズのテレビCM・イベントなどにハニー役で出演し、同シリーズを開発・販売しているハドソンによる特設サイト「InterHoney」に携わる。尚、当時としては珍しく、同サイトには本人によるブログも掲載されていた。
- 2001年頃、名義を高橋 ちよみへと変更。
- 2003-2004年頃を境に活動記録が途絶えており、同時期に引退したものと思われる。

## 人物
- 所属事務所は劇団日本児童[1]→タイムリーオフィス[3]。
- 3人姉妹の末っ子。[2]
- 出身高校は日本芸術高等学園。[2]
- 特技はダンス・日本舞踊であり、それぞれ小学2年生・3年生の時から始めた[2]。
- 1997年当時、家で犬(シーズー)のオス「たらちゃん」を飼っていた。[2]
- 1997年当時、特に好きな食べ物は野菜、カレーライス、魚、納豆。[2]

## 出演作品
テレビドラマ
- 女優時代 (YTV, 1988年10月13日）
- 隠密・奥の細道（TX,1988年10月14日 - 1989年3月31日）
- いつか誰かと（TBS,1990年2月26日 - 4月13日）
- 世にも奇妙な物語 第2回『闇の精霊たち』（CX,1990年5月3日）
- 君の名は（NHK, 1991年4月1日 - 1992年4月4日）
- もう誰も愛さない（CX,1991年4月11日 - 6月27日）
- お母さんは宇宙人（CX, 1991年10月25日）
- 大江戸捜査網II 第12話（TX, 1991年12月27日）
- 真夏の出来事（CX, 1992年7月13日 - 8月28日）
- 特捜ロボ・ジャンパーソン第7話（ANB,1993年3月14日） - 篠原ユリカ 役
- 五星戦隊ダイレンジャー 第34話（ANB, 1993年10月15日） - ミチル 役
- 忍者戦隊カクレンジャー 第1話（ANB, 1994年2月18日） - 女の子（カッパ人間体） 役
- 運命の森（THK,1994年4月4日 - 7月1日） - 北里久美子（15歳時） 役
- はみだし刑事情熱系第4シリーズ 第6話（ANB, 1999年11月10日）

映画
- 劇場版 超力戦隊オーレンジャー（監督:こばやしよしあき, 1995年4月15日公開） - 美佐子 役[5]
- はじまりの冒険者たち　レジェンド・オブ・クリスタニア（監督: 中村隆太郎, 1995年7月29日公開）[6]　※声優としての出演

吹替
- アボンリーへの道（1996年4月2日 - 1997年2月4日）
  - 第69話『同病の友』- エミリー 役
- ミステリー・グースバンプス（ETV,1998年 - 1999年）
  - 第22, 23話『モンスター・ブラッド』（1998年9月1日, 9月8日） - ジュリア 役
  - 第33, 34話『死人の街』（1998年11月17日, 11月24日） - アマンダ・ベンソン 役
- 騎馬警官 第1シリーズ 第9・10話（BS2,2001年8月7日 - 2002年2月12日） - クリスティーナ 役
- 私はケイトリン（ETV, 2001年12月10日 - 2002 年12月9日） - ジュリー 役
- バーナビー警部 第12話『審判の日（人形の手に血のナイフ）』（BS2, 2002年） - キャロライン 役
- ザ・ホワイトハウス 第1シリーズ（NHK, 2002年10月11日 - 2003年3月27日） - ゾーイ・バートレット 役

テレビCM
- ボンバーマンシリーズ（ハドソン, 1995年 - 1998年） - ハニー役[7]
  - スーパーボンバーマン3（1995年）
  - スーパーボンバーマン4（1996年）
  - サターンボンバーマン（1996年）
  - スーパーボンバーマン5（1997年）
  - ボンバーマンワールド（1998年）
- 鮫亀（ハドソン, 1996年） - ハニー役
- 桃太郎電鉄HAPPY（ハドソン, 1996年） - 貧乏神役[8]
- ボンバーマンビーダマン（ハドソン, 1996年） - ウェイトレス役[9]

CD・歌
- ちょっとね - CD「ミュージカル天外魔境夢まつり」に収録
- 幸せにご用心 - ソフト化はされていないが、InterHoney上で曲の一部と歌詞が公開された[10]

イベント
- 劇場空間天外ごっこ 誰がハドソン夢まつり'95 - ハニー役